# Idioma siux
El siux (autoglotónimo: lakȟótiyapi; también llamado lakota, dakota o nakota) es una lengua de la familia siuana hablada por alrededor de 20 000 siux en Estados Unidos y Canadá, lo que lo convierte en el tercer idioma indígena más hablado de Estados Unidos tan solo por detrás de los idiomas navajo y yupik.
Los hablantes de la lengua constituyen una de las comunidades de hablantes de lenguas indígenas más grandes de Estados Unidos, que viven principalmente en los estados de Dakota del Norte y Dakota del Sur. Muchas comunidades cuentan con programas de inmersión tanto para niños como para adultos.
Como muchas lenguas indígenas, el siux no tenía tradicionalmente una forma escrita. Sin embargo, los esfuerzos por desarrollar un alfabeto para el idioma comenzaron principalmente gracias al trabajo de misioneros y lingüistas cristianos a finales del siglo XIX y principios del XX. Desde entonces, la ortografía ha evolucionado para reflejar las necesidades y el uso contemporáneos.
Desde el año 2019, "el idioma de la Gran Nación Siux, compuesto por tres dialectos, dakota, lakota y nakota" es el idioma indígena oficial del estado de Dakota del Sur.

## Nombre
La palabra "siux" es una forma abreviada de nadouessioux, que fue tomada al francés canadiense a partir de un exónimo anterior utilizado por los ojibwa, nadowessiwag. Los franceses pluralizaron el singular nadowessi agregando el sufijo plural francés -oux para formar nadouessioux, que luego se redujo a sioux.
Al idioma también se le conoce como "lakota", "dakota" o "nakota" según las diferencias dialectales. En cualquiera de sus variantes, el término se traduce como "amigo" o "aliado" en referencia a las alianzas entre las bandas.

## Variaciones regionales
La lengua siux tiene tres bloques dialectales regionales principales:
1. Dakota oriental (también conocido como santee-sisseton, dakhóta)
  - Santee (Bdewákhathuŋwaŋ, Waȟpékhute)
  - Sisseton (Sisíthuŋwaŋ, Waȟpéthuŋwaŋ)
2. Dakota occidental (también conocido como yankton-yanktonai, dakȟóta)
  - Yankton (Iháŋktȟuŋwaŋ)
  - Yanktonai (Iháŋktȟuŋwaŋna)
    - Upper Yanktonai (Wičhíyena)
3. Lakota (también conocido como lakȟóta, teton, teton siux)
  - Lakota del norte (Húŋkpapȟa, Itázipčo, Mnikȟówožu, Oóhenuŋpa, Sihásapa) 
    - Húŋkpapȟa/Standing Rock

  - Lakota del sur (Oglála, Sičháŋǧu)

Tanto el santee-sisseton como el yankton-yanktonai son variantes d (llamándose a sí mismos dakȟóta). El lakota es de la variante l (llamándose a sí mismos lakȟóta).